# Amnesia (canción de Inspector)
«Amnesia» es una canción del género ska y reggae así como el segundo sencillo de la banda mexicana Inspector de su álbum debut de estudio, Alma en Fuego (2001). Existe otra versión con los cantantes y compositores Ruben Albarrán (de Café Tacvba) y Roko Pachukote (de La Maldita Vecindad y los Hijos del Quinto Patio).

## Antecedentes y signficado
Esta fue otra de las canciones del repertorio del disco junto con otros más de la agrupación que comenzó a sonar en varias estaciones de radio del país y a posicionarse en el gusto del público entre ellos el tema Amargo adiós.
La canción aborda el tema de la pérdida de memoria y la dificultad de superar una ruptura amorosa.

## Lista de canciones

### CD - Promo[8]
| Amnesia — Sencillo |                           |          |  |
| N.º                | Título                    | Duración |  |
| 1.                 | «Amnesia (Album Version)» | 4:01     |  |

## Posiciones en las listas
| Listas (2002)    | Posición |
| ---------------- | -------- |
| México (Top 100) | 24       |